# Lin Wenxiao
Lin Wenxiao (xinès simplificat: 林文肖, pinyin: Lín Wénxiào; Danyang, Zhenjiang, 27 de gener de 1935 - 7 de juny de 2023) fou una directora de cinema d'animació xinesa. Participà a moltes de les principals produccions d'animació de la Xina des de la dècada del 1950, i destaca com a directora en solitari a la dècada del 1980.
Fou considerada per un dels seus col·legues, com una dels cinc Generals Tigre de l'estudi d'animació de Shanghai. Va estar casada amb el també director i animador, Yan Dingxian.

## Biografia
Es va graduar a l'escola del Departament d'Animació de la Escola Central de Cinema de Beijing, treballant com a dissenyadora d'animació a Shanghai Art Film Studio.
Participà als dissenys de pel·lícules com Luobo huilaile, Xiao Kedou zhao Mama, Danao Tiangong, Nezha Nao Hai, i d'altres; i el 1980 debuta a la direcció amb Xue Haizi, que va guanyar el premi de millor pel·lícula d'animació del Ministeri de Cultura. També dirigí la tercera part de Danao Tiangong, El rei mico conquereix al dimoni, amb la que va guanyar el primer premi de llargmetratge d'animació al 6è Festival Internacional de Cinema Infantil de Chicago, als Estats Units, el 1989.
Amb Xue Haizi va iniciar una de les primeres sèries d'animació del cinema xinés, Les històries del conillet Taotao, que continuà amb les pel·lícules Huisheng, Bupa leng de dayi i Tornar a comprar entrades.
En jubilar-se, va ser convidada a exercir de professora d'animació i tutora de postgrau a les principals universitats xineses, i també va ser coautora de manuals tècnics.